# Путивльський диверсійний загін
Путивльський диверсійний загін, Путивльський партизанський загін — партизанський загін, що діяв на окупованій території декількох областей РРФСР, України і Білорусі в 1941—1944 рр.

## Історія

### Партизанський загін
У вересні 1941 року С. А. Ковпак почав партизанську діяльність з загоном з 13 чоловік
Путивльський партизанський загін був створений 18 жовтня 1941 року в Спадщанському лісі, в результаті об'єднання двох самостійних партизанських загонів під командуванням Ковпака і Руднєва (чисельністю по два-три десятки людей).
Крім бойової діяльності, загін займався розвитком зв'язків з населенням. У загоні був створений загін пропаганди, який вже в 1941 році охоплював жителів сіл в радіусі 30-40 кілометрів від місця розташування загону. В результаті цієї діяльності в селах Спадщина, Литвиновичі, Стрільники, Яцине, Черепово та інших виник численний актив, який допомагав партизанам.